# Festuca circinata
Festuca circinata är en gräsart som beskrevs av August Heinrich Rudolf Grisebach. Festuca circinata ingår i släktet svinglar, och familjen gräs. Inga underarter finns listade i Catalogue of Life.